# Gabriel Camargo Salamanca
Gabriel Camargo Salamanca  (Tunja, 23 de mayo de 1942-Bogotá, 21 de noviembre de 2022) fue un empresario y director deportivo colombiano.
Trabajó en la política como diputado departamental,  concejal municipal  y senador de la república. Fue el mayor accionista del Deportes Tolima entre 1980 y 2022.

## Biografía
Nació el 23 de mayo de 1942. Se casó con Leonor Serrano, matrimonio del cual nacieron tres hijos (Gabriel, Catherine y César Alejandro). A Gabriel Camargo se le conoció a través de la empresa Incubacol y desde hace más de 20 años como dirigente del fútbol profesional colombiano.

### Vida política
Entre los cargos públicos que ha ocupado se encuentran: senador de la República de Colombia, diputado de la Asamblea Departamental de Cundinamarca y concejal de Fusagasugá.
Para las elecciones parlamentarias de 1998, se inscribió al partido Somos Colombia, con el cual hizo su campaña para obtener el puesto de senador de la República para el período 1998 a 2002, ganando las elecciones con 39.146 votos donde la mayoría de sufragios a su favor se obtuvieron en Cundinamarca, Tolima y Boyacá, desempeñándose en la Comisión Tercera del Senado esto como titular de la Curul.

### Obras en el deporte colombiano
Se inició en el deporte, en su juventud, cuando practicó el atletismo, llegando a subcampeón nacional de los 100 m. En la Universidad de Tunja jugó béisbol y fútbol en el puesto de arquero. Posteriormente fue dirigente de la Liga de Atletismo de Boyacá, antes de tener contactos con el Junior de Barranquilla a través del entonces presidente de ese club, Fuad Char.
Sin embargo, fue el ingeniero Luis Ernesto Camacho, en compañía de Héctor Rivera, quien dialogó con Gabriel Camargo y Eduardo Robayo para ofrecerles el Deportes Tolima. Camargo y Robayo estudiaron la oferta y resultaron metidos desde finales de la década de los setenta en el fútbol colombiano.

### Máximo Accionista del Deportes Tolima
Desde aquella dorada época del Kokoriko Tolima, el empresario y dirigente estuvo vinculado al equipo vinotinto y oro. No obstante, luego de los sonados triunfos entre 1981 y 1982, se alejó y retiró su apoyo económico a la institución hasta mediados de los noventa cuando regresó para quedarse y manejar los destinos del elenco "Pijao", incluso en aquel tormentoso 1993, cuando el equipo tolimense descendió y participó en el torneo de la Primera B en 1994.
Su amistad con Alfonso Trujillo Ortiz, empresario girardoteño radicado entonces en Ibagué, lo llevó a ofrecerle la presidencia del club, mientras que se dedicaba a diferentes oficios. Su hoja de vida y el cariño de la gente de varias regiones, produjeron que Gabriel Camargo Salamanca llegara al Senado de la República por dos períodos, desde donde proyectó su carrera política. Entre sus logros administrativos se destaca la consecución de recursos para el estadio Manuel Murillo Toro, el encuentro de patrocinadores para el equipo y el apoyo de diferentes políticos de la región. 
Como propietario de la institución tolimense llevó al Deportes Tolima a cuatro de cinco subtítulos y habituales participaciones en Copa Libertadores y Copa Sudamericana, sumado a ello los logros más importantes de la institución vinotinto y oro en este caso los títulos del rentado nacional en los torneos  Finalización 2003, Apertura 2018 y 2021, adicional a ello el de  Copa Colombia 2014 y la Superliga de 2022.

### Palmarés
| Competición nacional        | Títulos                 | Subtítulos                                             |
| --------------------------- | ----------------------- | ------------------------------------------------------ |
| Categoría Primera A (3/7)   | 2003-II, 2018-I, 2021-I | 1981, 1982, 2006-II, 2010-II, 2016-II, 2021-II, 2022-I |
| Copa Colombia (1/1)         | 2014                    | 2020                                                   |
| Superliga de Colombia (1/1) | 2022                    | 2019                                                   |
|                             |                         |                                                        |
| Categoría Primera B (1)     | 1994                    |                                                        |

## Distinciones personales
- Distinción Cacique Calarcá de la Gobernación del Tolima
- Hijo Adoptivo de Ibagué
- Hijo Adoptivo del Tolima (declarado por la Asamblea Departamental, el 19 de abril de 2022).[2]
- Orden del Tolima (1.ª Clase)
- Distinción de la Federación Nacional de Avicultores.